# Höher Heide
Höher Heide ist eine Ortslage in der bergischen Großstadt Solingen.

## Lage und Beschreibung
Der Ort liegt unmittelbar östlich der Bahnstrecke Haan-Gruiten–Köln-Deutz im südwestlichen Solinger Stadtteil Aufderhöhe. Von der Nußbaumstraße im Nordosten zweigt eine Straße mit den Namen Höher Heide ab, die südwestlich in den Erikaweg einmündet, der wiederum in die Landesstraße 288 (Bonner Straße) einmündet. Der Ort befindet sich an dieser Straße zwischen der Stichstraße Im Haalsiefen und der Bahnstrecke. Dort befinden sich einige Einfamilienhäuser. Benachbarte Ortslagen sind bzw. waren (von Nord nach West): Haalsiepen, Nußbaum, Aufderhöhe, Josefstal, Teschenhöhe, Kesselsweiher, Landwehrhöhe, Burbach und Tränke.

## Etymologie
Der Ortsname ist vermutlich von dem seit dem 17. Jahrhundert vorhandenen Hofschaftsnamen Höhe bzw. Aufderhöhe abgeleitet. Die Höher Heide ist eine bei der Hofschaft (Aufder)höhe befindliche Heidelandschaft.

## Geschichte
Höher Heide entstand vermutlich am Ende des 19. Jahrhunderts auf der Basis eines Einzelhauses an der heute sogenannten Straße Höher Heide, die bis dahin noch unbesiedelt war. Die Ansiedlung erfolgte in unmittelbare Nähe an die bis 1867 erbaute Bahntrasse. Haalsiepen lag in der Stadt Höhscheid. In der Topographischen Karte des Regierungsbezirks Düsseldorf von 1871 ist der Ort noch nicht verzeichnet. Er erscheint erst in der Preußischen Neuaufnahme von 1893 als Höherheide benannt sowie in der Karte Stadt- und Landkreis Solingen des Landmessers August Hofacker von 1898 ebenfalls als Höherheide benannt.
Mit der Städtevereinigung zu Groß-Solingen im Jahre 1929 wurde Höher Heide ein Ortsteil Solingens. In dem Stadtplan von 1935 ist der Ort als Höher Heide verzeichnet. Diesen Namen erhielt später auch die Straße, an der der Ort liegt und die in der Nachkriegszeit durch Einfamilienhäuser bebaut wurde. Den Namen des Ortes trägt auch die Sportanlage Höher Heide im südöstlichen Josefstal.